# Dörmögő Dömötör (mesealak)
Dörmögő Dömötör (eredetileg: Mackó úr, illetve korabeli írásmóddal: Maczkó úr) egy kitalált mesealak, alkotója Sebők Zsigmond volt. Dörmögő Dömötör néven feltehetően 1909 és 1916 között szerepelt mint mesehős.

## A mesék keletkezése és sorsa
A mesealak eredetileg Mackó úr (Maczkó úr) névre hallgatott, és első ízben az 1889-ben indult Az Én Újságom című gyereklapban bukkant fel 1902-ben. 1909-ig ezen a néven szerepelt a medve, ami Sebők „példátlanul népszerű alakja” lett. 1909-ben indította Benedek Elek Sebők Zsigmonddal közösen a Jó Pajtás című gyereklapot - Az Én Újságom konkurenciájaként -, és Sebők ebben a lapban a korábban Maczkó úrnak nevezett figurát már Dörmögő Dömötörként szerepeltette, sőt, még a névváltoztatást is mesébe szőtte. Sebők azonban 1916-ban elhunyt, ezzel vége lett a történetek folytatásainak. 1902-től - még Sebők életében - évente több könyv és azok újrakiadása is megjelent Maczkó úr, majd Dörmögő Dömötör történeteiből, a szerző halálát követően a kiadások száma csökkent ugyan, de egy-két évente valamilyen könyve napvilágot látott 1944-ig. A második világháborút követő időszak politikai társadalmi változásai már nem tudtak mit kezdeni a mackótörténetekkel. Maga a név is csak 1957-ben került elő, az akkor alapított Dörmögő Dömötör gyermekfolyóirat nevében. Sebők medvéjét a rendszerváltozást követően fedezték fel ismét, az 1990-es évek végétől újra évente több Sebők-gyerekkönyvet is kiadtak (feltehetően ebben szerepet játszott az is, hogy a szerzői jogok 1986-ban lejártak).

## A történetek
Maczkó úr - majd Dörmögő Dömötör - egy teljesen emberi környezetbe helyezett és emberi tulajdonságokkal felvértezett mesefigura. Egy „tekintetes úr”, akinek „terjedelmes úri birtoka” van. Sebők ezen a birtokon és a főhős utazásain keresztül mutatja be és magyarázza el a gyerekeknek a korabeli Magyarország viszonyait. A medve elutazik Budapestre, a Balatonhoz, a Tátrába, a Vaskapuhoz, egy ízben pedig beáll focizni a Fradi csapatába is. Néha kicsit bárdolatlanul viselkedik, ami jó alkalom a szerzőnek, hogy az alapvető viselkedési szabályokat elmagyarázza a gyermek olvasóknak. Emellett bemutatja az országot, kicsit földrajzi, kicsit néprajzi leírásokkal tágítva a gyermekolvasók horizontját.

## A mesefigurák
Dörmögő Dömötört az eltelt több mint száz évben számos rajzoló megelevenítette könyvillusztrációként. Mások mellett Faragó Géza, Moldován Béla, Tull Ödön és 1990 után Elek Lívia is. Más, képileg is jellegzetessé vált mesealakokhoz képest - mint például Micimackó, vagy Maci Laci - Dörmögő Dömötör nem egy olyan alak, aki azonnal megjelenik a szemünk előtt. Nem készült a történeteiből képregény, sem rajzfilm, maguk a történetek, vagyis a mese az, ami elsődlegesen kedveltté vált. Mackó úr társai is jellegzetes figurák: Zebulon és Dorka, Róka Miska, Malac Misi. Maugsch Gyula szobrászművész 1936-ban szobrot szentelt a figurának, a Mackó úrfi róka komával c. alkotás az eredeti felállítási helyhez képest másutt, de ma is látható Budapest I. kerületében.